# Sofia Echeverri i Velasques
Sofia Echeverri i Velasques (1958 — Escaldes-Engordany, 28 d’abril de 2025) fou una ginecòloga andorrana de reconeguda trajectòria en el camp de la salut de la dona. Es va formar a l’Hospital de la Santa Creu i Sant Pau i a la Fundació Puigvert, institució vinculada a la Universitat Autònoma de Barcelona. Va exercir com a ginecòloga a l’Hospital Nostra Senyora de Meritxell des de 1992 fins a 2020, on va ser cap del Servei de Ginecologia i Obstetrícia entre 2008 i 2020. A més de la seva activitat hospitalària, va desenvolupar una part de la seva carrera en consulta privada a Andorra la Vella i, posteriorment, al centre de Ginecologia i Obstetrícia d’Escaldes-Engordany, que va cofundar amb el doctor Nemesio Meza. Va morir als 66 anys a causa d’una malaltia pulmonar degenerativa.